# Diecezja Aguleri
Diecezja Aguleri (łac. Diœcesis Aguleriensis) – diecezja rzymskokatolicka w Nigerii, z siedzibą w Aguleri.

## Historia
Diecezję Aguleri erygował 12 lutego 2023 papież Franciszek, wydzielając ją z części terytorium archidiecezji Onitsha.

## Główne świątynie
- Katedra: Katedra św. Józefa w Aguleri

## Biskupi diecezjalni
- Denis Isizoh (od 2023)